# Канга, Луис
Луис Давид Канга Санчес (исп. Luis David Cangá Sánchez; род. 15 июня 1995 года в Гуаякиль) — эквадорский футболист, защитник. В прошлом — игрок сборной Эквадора.

## Биография
Канга — воспитанник клуба ЛДУ Кито. 25 января 2014 года в матче против «Манта» он дебютировал в эквадорской Примере. 26 октября в поединке против «Мушук Руна» Луис забил свой первый гол за ЛДУ Кито.
В 2019 году вместе с «Дельфином» стал чемпионом Эквадора — впервые в истории этого клуба.
В 2022 году Канга перешёл в бразильский клуб «Васко да Гама».
В 2011 году Канга в составе сборной Эквадора до 17 лет принял участие в юношеском чемпионате мира в Мексике. На турнире он сыграл в матче против команды Германии.
7 сентября 2014 года в товарищеском матче против сборной Боливии Луис дебютировал за сборную Эквадора.
В 2015 году Канга принял участие в молодёжном чемпионате Южной Америки в Уругвае. На турнире он сыграл в матчах против команд Аргентины, Перу, Боливии и Парагвая. В поединке против парагвайцев Луис забил гол.

## Титулы и достижения
- Чемпион Эквадора (1): 2019
- Финалист Кубка Эквадора (1): 2019